# Cult of Luna
Cult of Luna — шведський пост-метал гурт із Умео, заснований у 1998 році. Ранні праці гурту мають риси сладж-металу, а пізні схиляються до пост-року. Назва походить від давньогрецького культу місяця.
На початку 2000-х Cult of Luna підписали контракт із Earache Records і випустили п’ять альбомів, серед яких — комерційно успішні Salvation (2004) та Somewhere Along the Highway (2006). Після тривалої перерви гурт повернувся з дебютом на лейблі Indie Recordings — альбомом Vertikal (2013) і супровідним мініальбомом Vertikal II (2013), обидва з яких черпали натхнення у фільмі Фріца Ланґа Метрополіс (1927). У 2016 році Cult of Luna випустили космічно-тематичний спільний альбом Mariner за участі американської вокалістки Джулі Крісмас.

## Історія

### Формування і ранні релізи (1998–2007)
Cult of Luna утворився з решток хардкор панк-гурту Eclipse з міста Умео у 1998 році. Вони поступово здобували схвальні відгуки критиків і популярність в андеґраунді завдяки раннім релізам Cult of Luna (2001) та The Beyond (2003); однак саме альбом Salvation 2004 року можна вважати їхнім проривом. Наступний альбом Somewhere Along the Highway 2006 року  також сприйняли здебільшого позитивно.
У серпні 2006 року гурт випустив перероблену версію пісні "Marching to the Heartbeats" із Somewhere Along the Highway, яка отримала назву "Heartbeats", ексклюзивно для інтернет-спільноти MySpace. Композицію можна було завантажити протягом кількох днів, після чого її прибрали. Метою було з'ясувати, чи зможе пісня "вижити" завдяки файлшерингу, а також, за словами клавішника Андерса Теґлунда, це був своєрідний жест проти консервативної музичної індустрії.

### Eternal Kingdom(2008–2011)
У 2008 році гурт випустив свій п’ятий альбом — Eternal Kingdom. У Європі реліз відбувся 16 червня, а в США — 8 липня.
У 2009 році вийшов DVD Fire Was Born, до якого увійшов запис живого виступу 2008 року, інтерв’ю з гуртом, а також усі кліпи Cult of Luna.
18 жовтня 2009 року гурт випустив Eviga riket — книжку в твердій обкладинці та аудіокнигу, що розкривали історію й теми альбому Eternal Kingdom. Книжка та аудіокнига були двомовними: надруковані й озвучені шведською та англійською мовами. Аудіокнига включала нові музичні твори й звукові ландшафти, написані гуртом. Реліз Eviga riket відбувся 23 лютого 2010 року.

### VertikalіVertikal II(2012–2015)
8 жовтня 2012 року гурт оголосив назву свого шостого студійного альбому — Vertikal, а також першу частину майбутнього європейського туру. Дати виходу було підтверджено: 5 листопада — загальний реліз, 25 січня 2013 року — європейський, 29 січня — американський.
20 вересня 2013 року вийшов супровідний мініальбом Vertikal II. Він містив три композиції, якими Cult of Luna планували завершити Vertikal, а також ремікс на "Vicarious Redemption" від Джастіна Бродріка.
17 грудня 2013 року гурт оголосив, що бере своєрідну творчу паузу на невизначений термін, заявивши: «2013 рік був дуже активним для нас, і ми не хочемо, та й не вважаємо за доцільне, продовжувати в такому темпі». Водночас вони додали: «Рано чи пізно ми повернемося — в тій чи іншій формі».
У травні 2014 року гурт став куратором фестивалю Beyond The Redshift у Лондоні, що проходив на трьох майданчиках. Завершальним виступом фестивалю став гедлайнерський сет Cult of Luna у The Forum.

### Новий склад іMarinerз Джулі Крісмас (2016–2018)

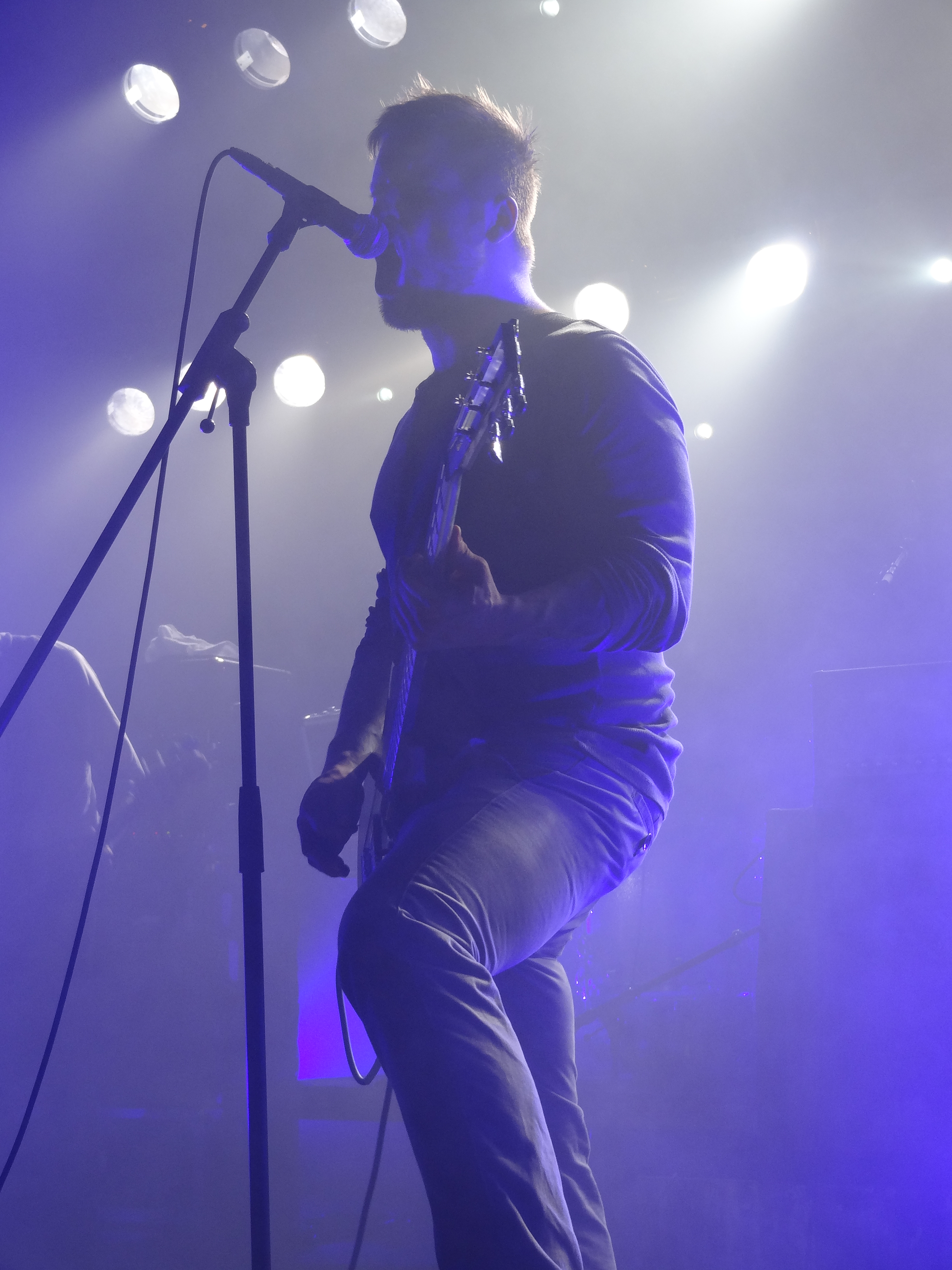
Гітарист і вокаліст Юганнес Перссон

Під час запису Vertikal і супровідних турів Cult of Luna зазнав двох важливих змін у складі, які публічно не оголошували до 2016 року. Під час запису в 2012-му клавішник Андерс Теґлунд «несподівано покинув гурт» і згодом його замінив Крістіан Карлссон із Pg Lost. Один із засновників, гітарист Ерік Олофссон, повідомив, що хоче піти, і його останній виступ відбувся на фестивалі Beyond the Redshift у 2014 році. Cult of Luna зазначили, що хоча він більше не є постійним учасником, «він усе ще залишається частиною всесвіту Cult of Luna». Тимчасово його замінив Давід Юганссон із гурту Kongh.
8 квітня 2016 року Cult of Luna випустили сьомий студійний альбом — Mariner, створений у співпраці з американською вокалісткою Джулі Крісмас, колишньою учасницею Made Out of Babies і Battle of Mice. На відміну від індустріальної та урбаністичної тематики Vertikal, Mariner досліджує мотиви, пов’язані з космосом.
Ще до офіційного релізу Mariner Cult of Luna вже почали писати новий матеріал для свого восьмого альбому. Перссон зазначив, що концепція та тематика уже визначені: «Останні кілька альбомів — це така собі безперервна подорож з лісу до неба, і я знаю, куди ми прямуємо далі».
У квітні 2016 року в інтерв’ю Юганнес Перссон уточнив, що у 2013-му він не говорив про перерву, як раніше повідомлялося: «Я лише хотів сказати, [...] що в нас не було жодних планів на майбутнє», і додав: «Я точно ніколи не вживав слово hiatus [творча пауза]».
У грудні 2016 року Cult of Luna анонсували новий живий реліз Years in a Day, запланований на 21 квітня 2017 року. До обмеженого тиражу (7000 копій) входив DVD із виступом у Парижі з туру до 10-річчя Somewhere Along the Highway (2015), 2 аудіо-CD з виступами на Roadburn Festival у 2013 та 2016 роках, цифрові версії аудіо та додаткові бонуси.
Попередні замовлення на Years in a Day відкрились 20 січня 2017 року одночасно з передзамовленням двох живих вінілових альбомів з концертів на Roadburn Festival 2013 і 2016 років. Це були ті ж записи, що й на CD у складі Years in a Day. Обидва вініли обмежені до 500 копій кожен.
Також 21 квітня 2017 року вийшов потрійний живий вініловий альбом з виступу у La Gaîté Lyrique в Парижі — той самий концерт, що на DVD у складі Years in a Day. Вініл випустили в 1000 примірниках на помаранчевому вінілові з жовтими бризками, а також у класичному чорному варіанті й на CD.
У листопаді 2017 року Cult of Luna оголосили про реліз живого альбому й документального фільму Mariner Live, запланованого на квітень 2018 року. Перед офіційним релізом гурт виклав коротку версію документалки про створення Mariner та концертний тур на своєму YouTube-каналі. Альбом містить повну концертну версію Mariner, записану в листопаді 2016 року в Кортрейк, Бельгія.

### A Dawn to Fear(2019–2020)
Наприкінці 2018 року Cult of Luna оголосили про початок запису нового матеріалу й почали публікувати фото зі студії в соцмережах протягом 2019 року. Паралельно було підтверджено участь гурту в кількох європейських літніх фестивалях 2019 року. 20 березня 2019 року гурт оголосив про підписання контракту з Metal Blade Records і перший блок дат осіннього європейського туру.
6 травня 2019 року на всіх платформах з’явилася нова композиція "The Silent Man", а також було оголошено, що альбом A Dawn to Fear вийде 20 вересня 2019 року.
Loudwire включив його до списку 50 найкращих метал-альбомів 2019 року.

### The Raging RiverіThe Long Road North(2021 – дотепер)
12 листопада 2020 року Cult of Luna анонсували вихід нового мініальбому The Raging River, реліз якого був запланований на 5 лютого 2021 року. Альбом вийшов на власному новоствореному лейблі гурту — Red Creek Recordings. Гурт зазначив: «The Raging River більше схожий на міст. Проміжний етап, який треба пройти, аби завершити те, що ми почали з A Dawn to Fear (2019)».
4 листопада 2021 року Cult of Luna оголосили про вихід нового альбому — The Long Road North, реліз якого відбувся 11 лютого 2022 року.

## Музичний стиль і впливи
Cult of Luna вважають одним із провідних представників жанру пост-метал, поряд із сучасниками Neurosis та Isis.
Пісні гурту часто довгі, повільні, повторювані й гнітючі, з важкими фрагментами перевантажених гітар, які чергуються з оркестровими інтерлюдіями та тривалими розлогими пасажами в дусі пост-року. Колектив уникає традиційних пісенних структур, натомість обирає звучання, що розвивається протягом композиції, часто зростаючи до кульмінаційного крещендо, замість схеми куплет–приспів–куплет.
Цей стиль, що поєднує «світлі й темні» елементи, призвів до порівнянь із такими сучасними гуртами, як Isis (разом із якими Cult of Luna виступали в турі), Callisto та Pelican, а також із набагато старішими Neurosis.
Водночас колишній вокаліст Клас Рідберґ заявляв, що на нього справили вплив Radiohead.

## Учасники
Теперішні
- Йоганнес Перссон (Johannes Persson) — гітара, вокал
- Фредерік Кільберґ (Fredrik Kihlberg) — гітара, вокал
- Андреас Йоганссон (Andreas Johansson) — бас-гітара
- Томас Гедлунд (Thomas Hedlund) — ударні
- Маґнус Ліндберґ (Magnus Líndberg) — перкусія
- Крістіан Карлссон (Kristian Karlsson)  — клавіші, електроніка, вокал (з 2013)

Колишні
- Клас Рюдберґ (Klas Rydberg) — вокал (1998–2012)
- Ерік Олофссон (Erik Olofsson) — гітара (1999–2014)
- Марко Гільден (Marco Hildén) — ударні (1999–2002); брав участь в альбомах Cult of Luna та The Beyond
- Аксель Статтін (Axel Stattin) — бас-гітара  (2000–2002); брав участь в альбомі Cult of Luna
- Андерс Теґлунд (Anders Teglund) — клавішні, семпли (2003–2013)
- Фредрік Ренстрем (Fredrik Renström) – бас (1999)

Томас Гедлунд, Фредрік Кільберґ та Йоганнес Перссон також були залучені до Khoma.

## Дискографія
- Split with Switchblade (7") (2000)
- Cult of Luna (2001)
- Cult of Luna (EP) (2002)
- The Beyond (2003)
- Salvation (2004)
- Somewhere Along the Highway (2006)
- Eternal Kingdom (2008)
- Vertikal (2013)
- Mariner (2016)
- A Dawn to Fear (2019)
- The Long Road North (2022)

## Інше
- DVD Fire Was Born (2009)
- Аудіокнига Eviga riket (2010)

## Відео
- «The Watchtower» (video edit 3:55) із The Beyond (2003). Режисер — Піт Бріджвотер (Pete Bridgewater).
- «Leave Me Here» (video edit 4:27) із Salvation (2005). Режисери — Андерс Форсман (Anders Forsman) та Лінус Йоганссон (Linus Johansson).
- «Back to Chapel Town» (video edit 4:30) із Somewhere Along the Highway (2006). Режисер — Йоганнес Перссон (Johannes Persson).

Всі відео містяться на DVD Fire Was Born (2009).